# Стівен Барнетт (стрибун у воду)
Стівен Барнетт (англ. Steven Barnett; нар. 15 червня 1979) — австралійський стрибун у воду.
Призер Олімпійських Ігор 2004 року.
Призер Ігор Співдружності 2002, 2006 років.